# Ударна зима

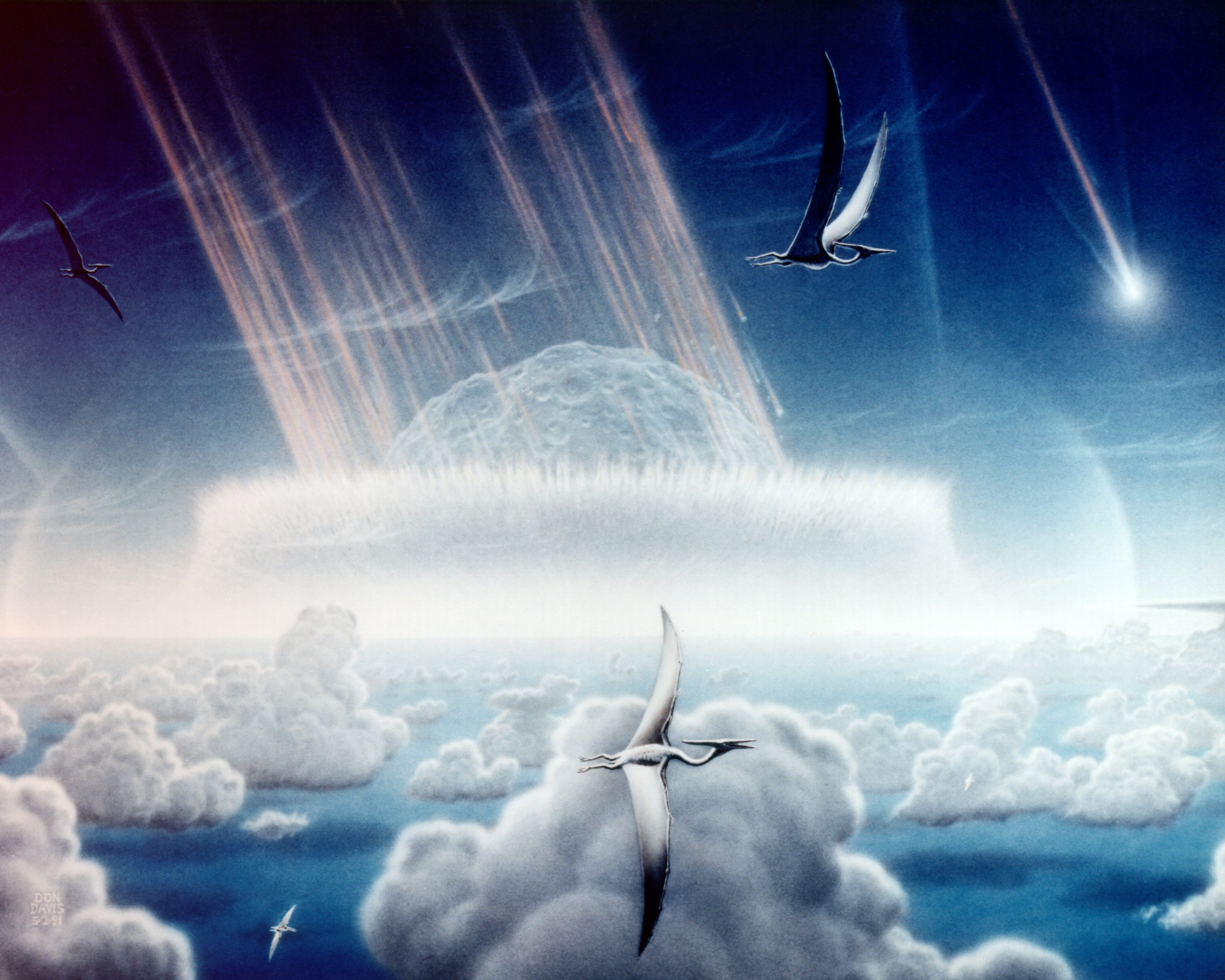
Художнє зображення астероїда, що врізається в тропічне мілке море багатого сіркою півострова Юкатан на території сучасної південно-східної Мексики. Вважається, що наслідки цього величезного зіткнення астероїдів, яке сталося приблизно 66 мільйонів років тому, спричинили масове вимирання не-пташиних динозаврів, та багатьох інших видів на Землі. В результаті удару в атмосферу було викинуто сотні мільярдів тон сірки, що призвело до загальносвітового затемнення та низьких температур, які трималися щонайменше десятиліття.

Ударна зима або імпактна зима — це гіпотетичний період тривалої холодної погоди внаслідок зіткнення великого астероїда або комети з поверхнею Землі. При зіткненні астероїда із землею або неглибокою водоймою, відбудеться викид величезної кількості пилу, попелу, уламків та іншого матеріалу в атмосферу, перекриваючи сонячній радіації доступ до поверхні землі. Це призведе до різкого зниження глобальної температури.   І навіть якщо астероїд або комета діаметром від 5 км і більше впаде у велику глибоку водойму або вибухне перед зіткненням з поверхнею, в атмосферу все одно буде викинуто величезну кількість уламків.    Було зроблено припущення, що ударна зима може призвести до масового вимирання, знищивши багато існуючих у світі видів. Крейдово-палеогенове вимирання, ймовірно, включало ударну зиму та призвело до масового вимирання більшості тетрапод вагою понад 25 кілограмів 